# 터키항공의 운항 노선
2019년 10월 기준으로 터키항공의 취항지는 아래와 같다.
비고: * 표시는 여객과 화물이 공동으로 취항하는 노선이다.

## 운항 노선

### 아시아

#### 동아시아
- 대한민국
  - 서울 - 인천국제공항 *
- 일본
  - 도쿄
    - 하네다 국제공항
    - 나리타 국제공항

  - 오사카 - 간사이 국제공항
- 중화인민공화국
  - 베이징 - 베이징 수도 국제공항
  - 광저우 - 광저우 바이윈 국제공항 *
  - 상하이 - 상하이 푸둥 국제공항 *
  - 선전 - 선전 바오안 국제공항 화물
  - 시안 - 시안 셴양 국제공항
  - 정저우 - 정저우 신정 국제공항 화물
- 홍콩
  - 홍콩 - 홍콩 첵랍콕 국제공항 *
- 중화민국
  - 타이베이 - 타이완 타오위안 국제공항 *
- 몽골
  - 울란바타르 - 칭기즈 칸 국제공항

#### 동남아시아
- 말레이시아
  - 쿠알라룸푸르 - 쿠알라룸푸르 국제공항
- 베트남
  - 하노이 - 노이바이 국제공항 *
  - 호치민 시 - 떤선녓 국제공항 *
- 싱가포르
  - 싱가포르 - 싱가포르 창이 국제공항
- 인도네시아
  - 자카르타 - 수카르노 하타 국제공항
  - 덴파사르 - 응우라라이 국제공항
- 태국
  - 방콕 - 수완나품 국제공항 *
  - 푸켓 - 푸켓 국제공항
- 필리핀
  - 마닐라 - 니노이 아키노 국제공항
  - 세부 - 막탄 세부 국제공항

#### 남아시아
- 네팔
  - 카트만두 - 트리부반 국제공항
- 몰디브
  - 말레 - 말레 국제공항
- 방글라데시
  - 다카 - 샤잘랄 국제공항 *
- 스리랑카
  - 콜롬보 - 반다라나이케 국제공항 *
- 인도
  - 델리 - 인디라 간디 국제공항 *
  - 뭄바이 - 차트라파티 시바지 국제공항 *
  - 방갈로르 - 켐페고우다 국제공항 화물
  - 첸나이 - 첸나이 국제공항 화물
  - 하이데라바드 - 라지브 간디 국제공항 화물

#### 서남아시아
- 레바논
  - 베이루트 - 베이루트 라픽 하리리 국제공항 *
- 바레인
  - 마나마 - 바레인 국제공항 *
- 사우디아라비아
  - 리야드 - 킹 칼리드 국제공항 *
  - 가신 - 프린스 나예프 빈 압둘아지즈 국제공항
  - 담맘 - 킹 파드 국제공항 *
  - 메디나 - 프린스 모하메드 빈 압둘아지즈 국제공항 *
  - 얀부 - 얀부 공항
  - 제다 - 킹 압둘아지즈 국제공항 *
  - 타이프 - 타이프 공항
- 아랍에미리트
  - 아부다비 - 아부다비 국제공항
  - 두바이
    - 두바이 국제공항
    - 알막툼 국제공항 화물

  - 샤르자 - 샤르자 국제공항
- 아프가니스탄
  - 카불 - 카불 국제공항
  - 마자리샤리프 - 마자리샤리프 국제공항
- 요르단
  - 암만 - 퀸 알리아 국제공항 *
  - 아카바 - 킹 후세인 국제공항
- 오만
  - 무스카트 - 무스카트 국제공항 *
- 이라크
  - 바그다드 - 바그다드 국제공항 *
  - 나자프 - 알자나프 국제공항
  - 바스라 - 바스라 국제공항
  - 술라이마니야 - 술라이마니야 국제공항
  - 에르빌 - 에르빌 국제공항 *
  - 키르쿠크 - 키르쿠크 국제공항
- 이란
  - 테헤란 - 테헤란 이맘 호메이니 국제공항
  - 마슈하드 - 마슈하드 국제공항
  - 쉬라즈 - 쉬라즈 국제공항
  - 이스파한 - 이스파한 국제공항
  - 타브리즈 - 타브리즈 국제공항
- 이스라엘
  - 텔아비브 - 벤구리온 국제공항
- 카타르
  - 도하 - 하마드 국제공항 *
- 쿠웨이트
  - 쿠웨이트 시티 - 쿠웨이트 국제공항 *
- 파키스탄
  - 이슬라마바드 - 이슬라마바드 국제공항
  - 라호르 - 알라마 이크발 국제공항
  - 카라치 - 진나 국제공항 *

#### 중앙아시아
- 조지아
  - 트빌리시 - 트빌리시 국제공항 *
  - 바투미 - 바투미 국제공항
- 아제르바이잔
  - 바쿠 - 헤이다르 알리예프 국제공항 *
  - 간자 - 간자 국제공항
  - 나히체반 - 나히체반 국제공항
- 우즈베키스탄
  - 타슈켄트 - 타슈켄트 국제공항 *
  - 나보이 - 나보이 국제공항 화물
  - 부하라 - 부하라 국제공항
  - 사마르칸트 - 사마르칸트 국제공항
  - 우르겐치 - 우르겐치 국제공항
  - 페르가나 - 페르가나 국제공항
- 카자흐스탄
  - 아스타나 - 누르술탄 나자르바예프 국제공항 *
  - 악터우 - 악터우 국제공항
  - 알마티 - 알마티 국제공항 *
  - 카라간다 - 사리 아르카 공항
  - 투르키스탄 - 하자렛 술탄 국제공항
- 키르기스스탄
  - 비슈케크 - 마나스 국제공항 *
- 타지키스탄
  - 두샨베 - 두샨베 국제공항
- 투르크메니스탄
  - 아시가바트 - 아시가바트 국제공항
  - 투르크멘바시 - 투르크멘바시 국제공항

### 아프리카

#### 서아프리카
- 가나
  - 아크라 - 코토카 국제공항
- 가봉
  - 리브르빌 - 리브르빌 국제공항
- 기니
  - 코나크리 - 코나크리 국제공항
- 나이지리아
  - 아부자 - 은남디 아지키웨 국제공항
  - 라고스 - 무르탈라 모하메드 국제공항 *
  - 포트하커트 - 포트하커트 국제공항
- 니제르
  - 니아메 - 디오리 하마니 국제공항
- 말리
  - 바마코 - 세너우 국제공항
- 모리타니
  - 누악쇼트 - 누악쇼트 국제공항
- 베냉
  - 코토누 - 카제훈 공항
- 부르키나파소
  - 와가두구 - 와가두구 공항
- 세네갈
  - 다카르 - 블레즈 디아뉴 국제공항 *
- 시에라리온
  - 프리타운 - 룽기 국제공항
- 카메룬
  - 두알라 - 두알라 국제공항
  - 야운데 - 야운데 은시말렌 국제공항
- 코트디부아르
  - 아비장 - 포르부에 공항

#### 남아프리카
- 감비아
  - 반줄 - 반줄 국제공항
- 남아프리카 공화국
  - 케이프타운 - 케이프타운 국제공항
  - 더반 - 킹 샤카 국제공항
  - 요하네스버그 - OR 탐보 국제공항
- 모잠비크
  - 마푸토 - 마푸토 국제공항
- 탄자니아
  - 잔지바르 - 아베이드 아마니 카루메 국제공항
  - 다르에스살람 - 줄리어스 니에레레 국제공항
  - 킬리만자로 - 킬리만자로 국제공항

#### 동아프리카
- 르완다
  - 키갈리 - 키갈리 국제공항
- 마다가스카르
  - 안타나나리보 - 이바토 국제공항
- 모리셔스
  - 포트루이스 - 시우 사구르 람룰람경 국제공항
- 세이셸
  - 마헤 - 셰이셀 국제공항
- 소말리아
  - 모가디슈 - 아덴 아데 국제공항
- 수단
  - 하르툼 - 하르툼 국제공항 *
  - 포트수단 - 포트수단 국제공항 - (2020년 2월 27일 신규취항)
- 에리트레아
  - 아스마라 - 아스마라 국제공항
- 에티오피아
  - 아디스아바바 - 볼레 국제공항
- 우간다
  - 엔테베 - 엔테베 국제공항 *
- 지부티
  - 지부티 시 - 암불리 국제공항
- 차드
  - 은자메나 - 은자메나 국제공항
- 케냐
  - 나이로비 - 조모 케냐타 국제공항 *
  - 몸바사 - 모이 국제공항
- 코모로
  - 모로니 - 프린스 사이드 이브라힘 국제공항
- 콩고 공화국
  - 푸앵트누아르 - 아고스티뉴 네투 국제공항
- 콩고 민주 공화국
  - 킨샤사 - 은질리 국제공항 *

#### 북아프리카
- 모로코
  - 카사블랑카 - 모하메드 5세 국제공항 *
  - 마라케시 - 마라케시 메나라 공항
- 알제리
  - 알제 - 우아리 부메디엔 공항 *
  - 오랑 - 오랑 에스 세니아 공항
  - 콩스탄틴 - 모하메드 부디아프 국제공항
- 이집트
  - 카이로 - 카이로 국제공항 *
  - 룩소르 - 룩소르 국제공항
  - 샤름엘셰이크 - 샤름엘셰이크 국제공항
  - 알렉산드리아 - 보르그엘아랍 국제공항
  - 후르가다 - 후르가다 국제공항
- 튀니지
  - 튀니스 - 튀니스 카르타고 국제공항 *

### 유럽

#### 서유럽
- 영국
  - 런던
    - 런던 히드로 국제공항
    - 런던 개트윅 국제공항
    - 런던 스탠스테드 공항 화물

  - 맨체스터 - 맨체스터 공항
  - 버밍엄 - 버밍엄 공항
  - 에든버러 - 에든버러 공항
- 프랑스
  - 파리 - 파리 샤를 드 골 국제공항 *
  - 니스 - 니스 코트다쥐르 공항
  - 리옹 - 생텍쥐페리 국제공항
  - 마르세유 - 마르세유 프로방스 공항
  - 뮐루즈 - 유로 에어포트 *
  - 보르도 - 보르도 메리냑 공항
  - 스트라스부르 - 스트라스부르 공항
  - 툴루즈 - 툴루즈 블라냑 공항
- 독일
  - 베를린 - 베를린 브란덴부르크 국제공항
  - 뉘른베르크 - 뉘른베르크 공항
  - 뒤셀도르프 - 뒤셀도르프 국제공항
  - 라이프치히 - 라이프치히 할레 공항
  - 뮌헨 - 뮌헨 국제공항
  - 브레멘 - 브레멘 공항
  - 슈투르가르트 - 슈투르가르트 공항
  - 쾰른 - 쾰른 본 공항
  - 프라이부르크 - 유로 에어포트 *
  - 프랑크푸르트 - 프랑크푸르트 국제공항 *
  - 하노버 - 하노버 공항
  - 함부르크 - 함부르크 공항
- 아일랜드
  - 더블린 - 더블린 국제공항
  - 섀넌 - 섀넌 공항
- 네덜란드
  - 암스테르담 - 암스테르담 스키폴 국제공항 *
  - 마스트리흐트 - 마스트리흐트 아헨 공항 화물
- 룩셈부르크
  - 룩셈부르크 시티 - 룩셈부르크 핀델 국제공항
- 벨기에
  - 브뤼셀 - 브뤼셀 국제공항 *
  - 리에주 - 리에주 공항 화물

#### 중유럽
- 스위스
  - 바젤 - 유로 에어포트 *
  - 제네바 - 제네바 국제공항
  - 취리히 - 취리히 국제공항 *
- 오스트리아
  - 빈 - 빈 국제공항 *
  - 린즈 - 린즈 공항
  - 잘츠부르크 - 잘츠부르크 공항

#### 남유럽
- 그리스
  - 아테네 - 아테네 국제공항
  - 테살로니키 - 테살로니키 국제공항
- 북마케도니아
  - 스코페 - 스코페 국제공항
- 몰타
  - 몰타 - 몰타 국제공항
- 보스니아 헤르체고비나
  - 사라예보 - 사라예보 국제공항
- 스페인
  - 마드리드 - 마드리드 바하라스 국제공항 *
  - 바르셀로나 - 바르셀로나 엘프라트 국제공항 *
  - 말라가 - 말라가 공항
  - 발렌시아 - 발렌시아 공항
  - 빌바오 - 빌바오 공항
- 슬로베니아
  - 류블랴나 - 류블랴나 요제 푸치니크 국제공항
- 이탈리아
  - 로마 - 레오나르도 다 빈치 국제공항
  - 나폴리 - 나폴리 국제공항
  - 밀라노 - 밀라노 말펜사 국제공항 *
  - 바리 - 바리 카롤 보이티와 공항
  - 발렌시아 - 발렌시아 공항
  - 베니스 - 베니스 마르코 폴로 국제공항
  - 베르가모 - 오리오 말 세리오 국제공항
  - 볼로냐 - 볼로냐 굴리엘모 마르코니 국제공항
  - 카타니아 - 카타니아 폰타나로사 공항
  - 팔레르모 - 팔코네 보르셀리노 공항
- 코소보
  - 프리슈티나 - 프리슈티나 국제공항
- 튀르키예
  - 앙카라 - 에센보아 국제공항 허브
  - 이스탄불
    - 사비하 괵첸 국제공항 허브
    - 아르나부코이 국제공항 메인 허브

  - 가지안테프 - 가지안테프 오우젤리 공항
  - 네브셰히르 - 네브셰히르 공항
  - 달라만 - 달라만 공항
  - 데니즐리 - 데니즐리 차르다크 공항
  - 디야르바키르 - 디야르바키르 공항
  - 마르딘 - 마르딘 공항
  - 말라티아 - 말라티아 공항
  - 무시 - 무시 공항
  - 바트만 - 바트만 공항
  - 보드룸 - 밀라스 보드룸 공항
  - 부르사 - 부르사 예니세이르쉬 공항
  - 빙괼 - 빙괼 공항
  - 삼순 - 삼순 차르샴바 공항
  - 샨리우르파 - 샨리우르파 공항
  - 시노프 - 시노프 공항
  - 시바스 - 시바스 공항
  - 아다나 - 아다나 사키르파샤 공항
  - 아드야만 - 아드야만 공항
  - 아리 - 아리 공항
  - 안탈리아 - 안탈리아 공항 포커스 시티
  - 알라니아 - 알라니아 공항
  - 에드레미트 - 에드레미트 공항
  - 에르주룸 - 에르주룸 공항
  - 에르진잔 - 에르진잔 공항
  - 엘라지 - 엘라지 공항
  - 오르두 - 오르두 공항
  - 우샤크 - 우샤크 공항
  - 이디르 - 이디르 공항
  - 이스파르타 - 이스파르타 공항
  - 이즈미르 - 아드난 멘데레스 공항 포커스 시티
  - 차나칼레 - 차나칼레 공항
  - 카흐라만마라시 - 카흐라만마라시 공항
  - 카르스 - 카르스 공항
  - 카스타모누 - 카스타모누 공항
  - 카이세리 - 에르킬레트 국제공항
  - 코냐 - 코냐 공항
  - 코자엘리 - 코자엘리 공항
  - 큐타야 - 큐타야 공항
  - 테키르다 - 테키르다 공항
  - 트라브존 - 트라브존 공항
  - 하카리 - 하카리 공항
  - 하타이 - 하타이 공항
- 포르투갈
  - 리스본 - 리스본 포르텔라 국제공항
  - 포르투 - 포르투 공항

#### 동유럽
- 라트비아
  - 리가 - 리가 국제공항
- 러시아
  - 모스크바 - 브누코보 국제공항 *
  - 로스토프나도누 - 플라토프 국제공항
  - 보로네시 - 보로네시 국제공항
  - 사마라 - 쿠루모치 국제공항
  - 상트페테르부르크 - 풀코보 국제공항
  - 소치 - 소치 국제공항
  - 예카테린부르크 - 콜초보 국제공항
  - 우파 - 우파 국제공항
  - 카잔 - 카잔 국제공항
  - 크라스노다르 - 크라스노다르 국제공항
- 루마니아
  - 부쿠레슈티 - 헨리 코안더 국제공항
  - 콘스탄차 - 미하일 코갈리차누 국제공항
  - 클루즈나포카 - 클루지나포카 국제공항
- 리투아니아
  - 빌뉴스 - 빌뉴스 국제공항
- 몬테네그로
  - 포드고리차 - 포드고리차 국제공항
- 몰디브
  - 키시너우 - 키시너우 국제공항
- 벨라루스
  - 민스크 - 민스크 국제공항 *
- 불가리아
  - 소피아 - 소피아 국제공항
  - 바르나 - 바르나 공항
- 세르비아
  - 베오그라드 - 베오그라드 니콜라 테슬라 국제공항 *
- 슬로바키아
  - 코시체 - 코시체 국제공항
- 에스토니아
  - 탈린 - 탈린 공항
- 우크라이나
  - 키이우 - 보리스필 국제공항 *
  - 드니프로페트로우시크 - 드니프로페트로우시크 국제공항
  - 리비프 - 다닐로 로마노비치 국제공항
  - 오데사 - 오데사 국제공항
  - 자포리지아 - 자포리지아 국제공항
  - 하르키프 - 하르키프 국제공항
  - 헤르손 - 헤르손 국제공항
- 체코
  - 프라하 - 프라하 바츨라프 하벨 국제공항 *
- 크로아티아
  - 자그레브 - 자그레브 국제공항
  - 두브로브니크 - 두브로브니크 공항
- 폴란드
  - 바르샤바 - 바르샤바 프레드릭 쇼팽 국제공항 *
- 헝가리
  - 부다페스트 - 부다페스트 페리 헤지 국제공항 *

#### 북유럽
- 노르웨이
  - 오슬로 - 오슬로 가르데르모엔 국제공항 *
- 덴마크
  - 코펜하겐 - 코펜하겐 카스트럽 국제공항
  - 빌룬드 - 빌룬드 공항 *
- 스웨덴
  - 스톡홀름 - 스톡홀름 알란다 국제공항 *
  - 예테보리 - 예테보리 란드베터 공항
- 핀란드
  - 헬싱키 - 헬싱키 반타 국제공항 *
  - 로바니에미 - 로바니에미 공항

### 아메리카

#### 북아메리카
- 미국
  - 워싱턴 D.C - 워싱턴 덜레스 국제공항
  - 뉴욕 - 존 F. 케네디 국제공항 *
  - 뉴어크 - 뉴어크 리버티 국제공항
  - 디트로이트 - 디트로이트 메트로폴리탄 웨인 카운티 공항
  - 뉴어크 - 뉴어크 리버티 국제공항
  - 로스앤젤레스 - 로스앤젤레스 국제공항
  - 마이애미 - 마이애미 국제공항
  - 보스턴 - 보스턴 로건 국제공항
  - 샌프란시스코 - 샌프란시스코 국제공항
  - 시애틀 - 시애틀 타코마 국제공항
  - 시카고 - 시카고 오헤어 국제공항 *
  - 애틀랜타 - 하츠필드 잭슨 애틀랜타 국제공항 *
  - 휴스턴 - 조지 부시 인터콘티넨털 공항
- 캐나다
  - 몬트리올 - 몬트리올 피에르 엘리오트 트뤼도 국제공항
  - 밴쿠버 - 밴쿠버 국제공항
  - 토론토 - 토론토 피어슨 국제공항 *
- 멕시코
  - 멕시코 시티 - 멕시코시티 국제공항 *
  - 캉쿤 - 캉쿤 국제공항
- 파나마
  - 파나마 시티 - 토쿠멘 국제공항

#### 남아메리카
- 베네수엘라
  - 카라카스 - 시몬 볼리바르 국제공항
- 브라질
  - 상파울루 - 상파울루 구아룰류스 국제공항
- 아르헨티나
  - 부에노스아이레스 - 미니스토로 피스타리니 국제공항
- 에콰도르
  - 키토 - 마리스칼 수크레 국제공항 화물
- 콜롬비아
  - 보고타 - 엘도라도 국제공항 *

#### 카리브해
- 쿠바
  - 하바나 - 호세 마르티 국제공항

### 오세아니아
- 오스트레일리아
  - 멜버른 - 멜버른 공항
  - 시드니 - 시드니 공항

## 단항 노선

### 아시아

#### 동남아시아
- 캄보디아
  - 프놈펜 - 프놈펜 국제공항 화물

#### 남아시아
- 인도
  - 아메다바드 - 사다르 발라브하이 파텔 국제공항 화물

#### 서남아시아
- 시리아
  - 다마스쿠스 - 다마스쿠스 국제공항
  - 알레포 - 알레포 국제공항
- 예멘
  - 사나 - 사나 국제공항
  - 아덴 - 아덴 국제공항
- 이라크
  - 모술 - 모술 국제공항
- 이란
  - 아바즈 - 아바즈 국제공항
  - 케르만샤 - 케르만샤 공항
- 카타르
  - 도하 - 도하 국제공항
- 파키스탄
  - 이슬라바마드 - 베나지르 부토 국제공항

#### 중앙아시아
- 카자흐스탄
  - 악토베 - 악토베 국제공항
- 키르기스스탄
  - 오시 - 오시 공항
- 타지키스탄
  - 후잔트 - 후잔트 공항
- 투르크메니스탄
  - 투르크멘바트 - 투르크멘바트 국제공항

### 아프리카

#### 서아프리카
- 나이지리아
  - 카노 - 말람 아미누 카노 국제공항 화물
- 세네갈
  - 다카르 - 레오폴 세다르 상고르 국제공항

#### 북아프리카
- 리비아
  - 트리폴리 - 트리폴리 국제공항
  - 트리폴리 - 미티가 국제공항
  - 벵가지 - 베니나 국제공항
  - 미스트라 - 미스트라 공항
  - 세바 - 세바 공항
- 알제리
  - 바트나 - 바트나 공항
  - 틀렘센 - 틀렘센 공항

### 유럽

#### 서유럽
- 영국
  - 런던 - 런던 루턴 공항
- 프랑스
  - 파리 - 파리 오를리 공항
- 독일
  - 베를린
    - 베를린 쇠네펠트 공항
    - 베를린 테겔 국제공항

  - 뮌스터 - 뮌스터 오스나브뤼크 국제공항
  - 카를스루에 - 카를스루에 바덴바덴 공항
  - 프리드리히샤펜 - 프리드리히샤펜 공항
- 네덜란드
  - 로테르담 - 로테르담 헤이그 공항

#### 중유럽
- 오스트리아
  - 그라즈 - 그라즈 공항

#### 남유럽
- 그리스
  - 아테네 - 엘리니콘 국제공항
- 보스니아 헤르체고비나
  - 투즐라 - 투즐라 국제공항 화물
- 스페인
  - 산티아고데콤포스텔라 - 산티아고데콤포스텔라 공항
- 슬로베니아
  - 마리보르 - 마리보르 공항
- 알바니아
  - 티라나 - 티라나 국제공항
- 이탈리아
  - 밀라노 - 밀라노 리나테 공항
  - 제노아 - 제노아 크리스토퍼 콜럼버스 공항
  - 토리노 - 토리노 공항
  - 피사 - 피사 국제공항
- 키프로스
  - 니코시아 - 니코시아 국제공항
  - 파마구스타 - 파마구스타 공항
- 튀르키예
  - 발리케시르 - 발리케시르 공항
  - 시이르트 - 시이르트 공항
  - 에스키셰히르 - 에스키셰히르 공항
  - 이스탄불 - 아타튀르크 국제공항
  - 토카트 - 토카트 공항

#### 동유럽
- 러시아
  - 모스크바 - 셰레메티예보 국제공항
  - 모스크바 - 도모데도보 국제공항
  - 노보시비르스크 - 톨마쵸보 국제공항
  - 로스토프나도누 - 로스토프나도누 공항
  - 스타브로폴 - 스타브로폴 공항
  - 아스트라칸 - 아스트라칸 공항
- 리투아니아
  - 카우나스 - 카우나스 공항
- 세르비아
  - 니시 - 니시 콘스탄틴 대왕 공항 화물
- 우크라이나
  - 도네츠크 - 도네츠크 국제공항
  - 심페로폴 - 심페로폴 국제공항
  - 이바노프란키우스크 - 이바노프란키우스크 국제공항

#### 북유럽
- 덴마크
  - 올보르 - 올보르 공항

### 아메리카

#### 북아메리카
- 미국
  - 뉴어크 - 뉴어크 리버티 국제공항

#### 남아메리카
- 브라질
  - 캄피나스 - 비라코푸스 캄피나스 국제공항 화물

#### 카리브해
- 퀴라소
  - 빌렘스타트 - 퀴라소 국제공항 화물

1. ↑  “Our Destinations”.
2. ↑  “Our Network”.